# Takhteh Pol

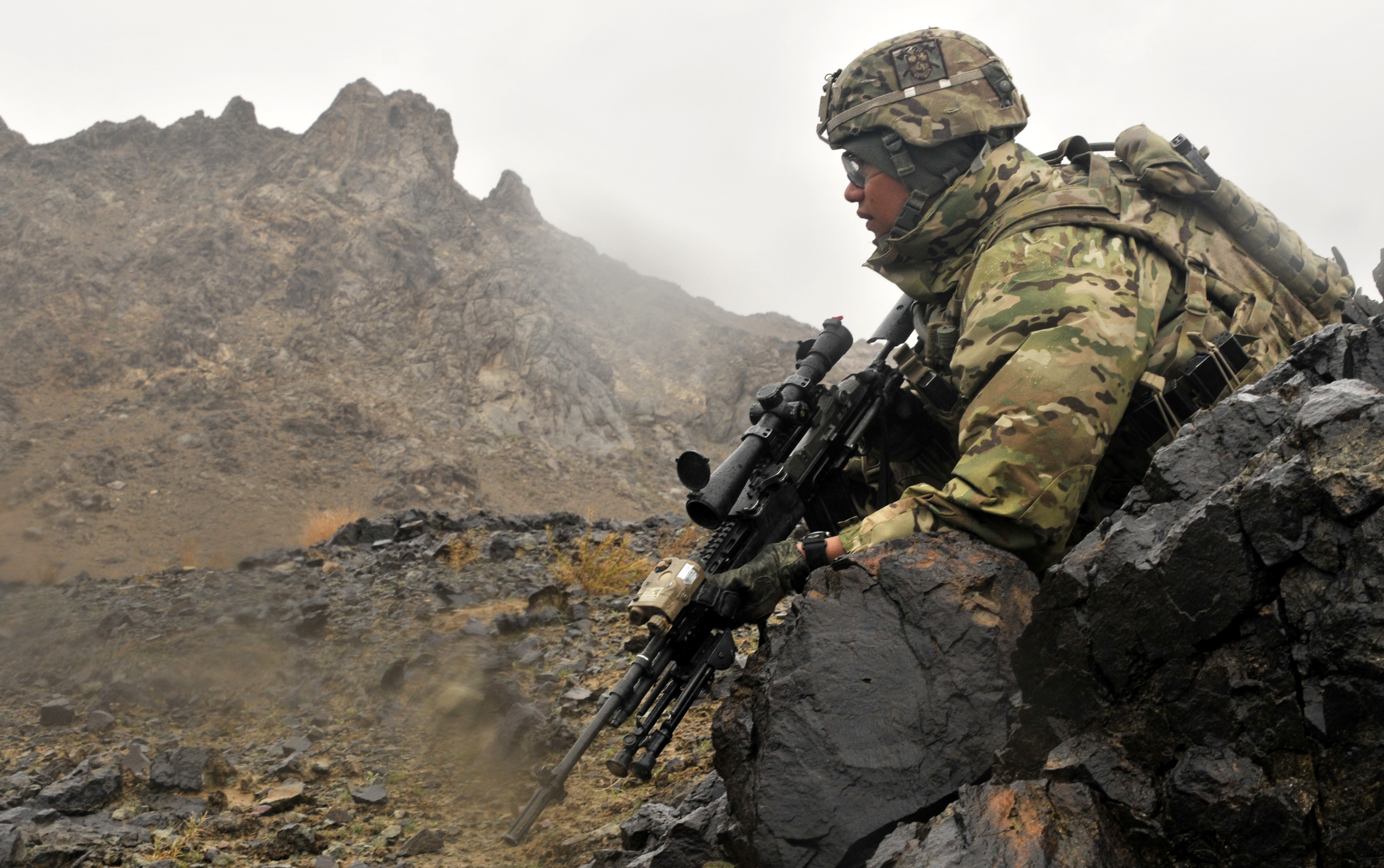
Uma foto da guerra em 2014

Takhteh Pol é uma cidade do Afeganistão, localizada na província de Balkh.